# 帕倫特 (明尼蘇達州)
帕倫特（英語：Parent）是位於美國明尼蘇達州本頓縣聖佐治鎮區的一個非建制地區。

## 地理
帕倫特所處的海拔為高於海平面342米（即1122英呎），而該地所採用的時區為UTC-6，即北美中部時區（CST）。同時該地設有夏令時間，為UTC-6調快一小時，即UTC-5（CDT）。